# Molnár Erzsébet (újságíró)
Molnár Erzsébet (Budapest, 1956. január 4. –) magyar újságíró. Férje Váncsa István.

## Élete
Molnár Mihály és Ábelt Erzsébet gyermekeként született.
1974-1979 között a Marx Károly Közgazdaságtudományi Egyetem terv-matematika szakán tanult.
1979-1982 között a Somogyi Néplapnál dolgozott. Ezután öt évig a Csepel Újság munkatársa volt. 1987-1988 között a Népszabadság munkatársa volt. 1988-1994 között takarított és szabadúszóként írt az Élet és Irodalom című lapnak és más lapoknak. 1994 óta az Élet és Irodalom munkatársa.

## Művei
- Élet és Irodalom – Lichthof rovat (1999)